# Black Sabbath (álbum)
Black Sabbath é o álbum de estreia da banda inglesa do mesmo nome, lançado em 1970. Ainda que não tenha recebido muita atenção na época de seu lançamento, Black Sabbath tem sido, desde então, considerado como um dos discos mais importantes para o desenvolvimento do heavy metal.
Existem várias versões deste álbum, dependendo da versão, com variação no nome das canções. A versão europeia tem "Evil Woman" como a primeira faixa do lado B, enquanto a versão americana tem "Wicked World". A versão remasterizada de 1996 tem as duas. A versão do Black Box já é mais organizada.

## Gravação
Em agosto de 1969, a banda, que ainda usava o nome Earth, resolveu mudar o nome para Black Sabbath, porque havia outra banda chamada Earth. O nome Black Sabbath era uma homenagem ao filme clássico de 1963, dirigido por Mario Bava, As Três Máscaras do Terror, estrelado por Boris Karloff. Por essa mesma época eles gravaram uma versão demo da canção que levava o nome da banda. Em dezembro de 1969, eles gravaram e lançaram seu primeiro compacto, "Evil Woman". Em janeiro de 1970, a banda gravou e mixou as outras sete faixas que apareceriam em seu primeiro LP. Diz o guitarrista Tony Iommi: "Entramos no estúdio e fizemos tudo num dia só: tocamos nosso repertório daquele tempo e pronto. Achamos até que um dia era tempo demais [para gravar um disco], então viajamos no dia seguinte para tocar na Suíça por um cachê de 20 libras".
Iommi lembra que gravaram ao vivo: "Pensamos assim: 'Temos dois dias para fazer tudo, e um dia é só para a mixagem.' Então tocamos ao vivo. Ozzy cantava ao mesmo tempo; nós o pusemos num canto separado e fomos em frente. Nunca fizemos uma segunda versão da maior parte do material".
| Críticas profissionais        | Críticas profissionais |
| Avaliações da crítica         | Avaliações da crítica  |
| Fonte                         | Avaliação              |
| ----------------------------- | ---------------------- |
| allmusic                      | [ 4 ]                  |
| The Rolling Stone Album Guide | 5 de 5 estrelas.       |
| MusicHound                    | 4 de 5 estrelas.       |

## Legado
Em 1989, a Kerrang! colocou Black Sabbath como número 31 em sua lista "100 Greatest Heavy Metal Albums of All Time". Em 1994, ficou na posição  12 do Top 50 Heavy Metal Albums de Colin Larkin. Larkin elogiou o  álbum como tendo uma "esmagadora atmosfera de desgraça," a qual ele descreve como "intensa e irretocável." Em 2000, a revista Q incluiu Black Sabbath em sua lista  "Best Metal Albums of All Time", afirmando: "[Esse álbum] provou ser tão influente que permanece como modelo para bandas de metal mesmo após  trinta anos." Em 2005, foi classificado número 238 pela revista Rolling Stone em sua lista  The 500 Greatest Albums of All Time; aparece em 243º em uma nova edição da lista em 2012. A Rolling Stone classificou Black Sabbath como nº 44 em sua lista de 100 Best Debut Albums of All Time, descrevendo a faixa-título como "definiu o som de milhares de bandas." Por fim, a revista o elegeu o 5º melhor álbum de metal de todos os tempos.

## Faixas

### Versão europeia
| N.º | Título                                          | Compositor(es)                             | Duração |  |
| 1.  | "Black Sabbath"                                 | Iommi / Osbourne / Ward / Butler           | 6:21    |  |
| 2.  | "The Wizard"                                    | Iommi / Osbourne / Ward / Butler           | 4:24    |  |
| 3.  | "Behind the Wall of Sleep"                      | Iommi / Osbourne / Ward / Butler           | 3:37    |  |
| 4.  | "N.I.B."                                        | Iommi / Osbourne / Ward / Butler           | 6:07    |  |
| 5.  | "Evil Woman" (cover de Crow)                    | Wiegard / Wiegard / Wagner                 | 3:35    |  |
| 6.  | "Sleeping Village"                              | Iommi / Osbourne / Ward / Butler           | 3:46    |  |
| 7.  | "Warning" (cover de Aynsley Dunbar Retaliation) | Dunbar / Dmochowski / Hickling / Moorshead | 10:33   |  |

| Versão americana |                                                         |                                                                               |         |  |
| N.º              | Título                                                  | Compositor(es)                                                                | Duração |  |
| 1.               | "Black Sabbath"                                         | Iommi / Osbourne / Ward / Butler                                              | 6:21    |  |
| 2.               | "The Wizard"                                            | Iommi / Osbourne / Ward / Butler                                              | 4:24    |  |
| 3.               | "Wasp / Behind the Wall of Sleep / Bassically / N.I.B." | Iommi / Osbourne / Ward / Butler                                              | 9:44    |  |
| 4.               | "Wicked World"                                          | Iommi / Osbourne / Ward / Butler                                              | 4:43    |  |
| 5.               | "A Bit of Finger / Sleeping Village / Warning"          | Iommi / Osbourne / Ward / Butler / Dunbar / Dmochowski / Hickling / Moorshead | 14:18   |  |

| 1996 Castle Remaster |                            |                                            |         |  |
| N.º                  | Título                     | Compositor(es)                             | Duração |  |
| 1.                   | "Black Sabbath"            | Iommi / Osbourne / Ward / Butler           | 6:21    |  |
| 2.                   | "The Wizard"               | Iommi / Osbourne / Ward / Butler           | 4:24    |  |
| 3.                   | "Behind the Wall of Sleep" | Iommi / Osbourne / Ward / Butler           | 3:37    |  |
| 4.                   | "N.I.B."                   | Iommi / Osbourne / Ward / Butler           | 6:07    |  |
| 5.                   | "Evil Woman"               | Wiegard / Wiegard / Wagner                 | 3:35    |  |
| 6.                   | "Sleeping Village"         | Iommi / Osbourne / Ward / Butler           | 3:46    |  |
| 7.                   | "Warning"                  | Dunbar / Dmochowski / Hickling / Moorshead | 10:33   |  |
| 8.                   | "Wicked World"             | Iommi / Osbourne / Ward / Butler           | 4:43    |  |

| 2004 Remaster (Black Box) |                                                         |                                           |         |  |
| N.º                       | Título                                                  | Compositor(es)                            | Duração |  |
| 1.                        | "Black Sabbath"                                         | Iommi / Osbourne / Ward / Butler          | 6:21    |  |
| 2.                        | "The Wizard"                                            | Iommi / Osbourne / Ward / Butler          | 4:24    |  |
| 3.                        | "Wasp / Behind the Wall of Sleep / Bassically / N.I.B." | Iommi / Osbourne / Ward / Butler          | 9:44    |  |
| 4.                        | "Wicked World"                                          | Iommi / Osbourne / Ward / Butler          | 4:43    |  |
| 5.                        | "A Bit of Finger / Sleeping Village / Warning"          | Iommi / Osbourne / Ward / Butler / Dunbar | 14:18   |  |
| 6.                        | "Evil Woman"                                            | Wiegard / Wiegard / Wagner                | 3:25    |  |

- A introdução de "Behind the Wall of Sleep" chama-se "Wasp"
- A introdução de "N.I.B." chama-se "Bassically"
- A introdução de "Sleeping Village" chama-se "Bit of Finger"

## Créditos
Black Sabbath
- Tony Iommi - guitarra
- Geezer Butler - baixo
- Ozzy Osbourne - vocais, gaita
- Bill Ward - bateria

Produção
- Arranjos Tom Allom e Barry Sheffield
- Produtor Rodger Bain da Tuesday Productions
- Produtores técnicos Tom Allom e Barry Sheffield
- Design e fotografia do álbum Markus Keef
- Remasterização Ray Staff no Whitfield Street Studios
- Fotografia adicional por Ross Halfin e Chris Walter

## Catálogos
- LP Warner 1871-2 (US 1970)
- LP Vertigo V06 (UK 13 Feb 1970)
- CASS Warner M5 1871 (USK 1970)
- CASS Vertigo 7138-001 (UK 1970)
- LP Warner Bros WS 1871 (Canada)
- LP WWA WWA 006 (UK Dec 1973)
- LP Nems NEL 6002 (UK Jan 1976)
- LP Nems NEL 6017 (UK 1980)
- LP Vertigo 832702-1
- MC RCA MC F7420 (1980)
- MC Vertigo 832702-4
- CD Vertigo 832702-2
- CD Warner Bros 1871-2
- CD Essential/Castle ESMCD301 (UK 1996) - Remastered
- CD SMRCD031 (UK 2004)
- CD Warner/Rhino R2 73923-A (US 2004) - Black Box

## Desempenho nas paradas
| Ano  | Posições | Posições | Certificações                        |
| Ano  | UK       | US       | Certificações                        |
| ---- | -------- | -------- | ------------------------------------ |
| 1970 | 8        | 23       | Ouro (UK) Platina (US) Ouro (Canadá) |